# 小野東人
小野 東人（おの の あずまひと）は、奈良時代の貴族。系譜は明らかでない。官位は従五位上・備前守。2度も反乱事件に巻き込まれ罰せられた。

## 経歴
聖武朝の天平9年（737年）外従五位下に叙せられ、天平10年（738年）左兵衛率に任ぜられる。天平12年（740年）に発生した藤原広嗣の乱に連座して、翌天平13年（741年）になってから平城京内の獄舎に投獄され、平城京の東西の市で杖で50回ずつ打たれた後、伊豆国三島へ配流された。
その後赦免され、天平18年（746年）内位の従五位下に叙せられ、翌天平19年（747年）治部少輔に任ぜられる。
孝謙朝の天平勝宝6年（754年）備前守に任ぜられて地方官に転じる。天平勝宝9歳（757年）5月に藤原仲麻呂の紫微内相の就任と同時に東人も従五位上に叙せられる。
同年、東人は皇太子・大炊王と藤原仲麻呂を殺害する策謀に参画し、7月2日に中衛舎人・上道斐太都に同調を促す。しかし、上道斐太都に子細を藤原仲麻呂に密告されてしまい、東人は仲麻呂の命令を受けた高倉福信の兵士に捕縛され左衛士府に拘禁される。7月4日に東人は中納言・藤原永手からの厳しい尋問を受けて策謀を白状させられたのち、杖で長時間打たれる拷問の末、獄死した（橘奈良麻呂の乱）。この時の官職は備前国守。

## 官歴
『続日本紀』による。
- 時期不詳：正六位上
- 天平9年（737年） 9月28日：外従五位下
- 天平10年（738年） 閏7月21日：左兵衛率
- 天平13年（741年） 3月9日：流罪（伊豆国三島[5]。藤原広嗣の乱連座）
- 天平18年（746年） 4月22日：従五位下（内位）
- 天平19年（747年） 9月23日：治部少輔
- 天平勝宝6年（754年） 7月13日：備前守
- 天平勝宝9歳（757年） 5月20日：従五位上。7月4日：卒去（杖下死）